# 福岡中央公園
福岡中央公園（ふくおかちゅうおうこうえん）は、埼玉県ふじみ野市上野台にある地区公園である。
以前は「上福岡中央公園」と言う名称だった。

## 概要
旧上福岡市時代の1967年（昭和42年）4月1日に旧上野台団地（現コンフォール上野台）の南西側に隣接して開園。2010年（平成22年）3月23日北側に拡張開園され、芝生広場や噴水などが整備された。
公園の所在地は、上野台1丁目だが、隣接している地域が、上福岡1丁目から2丁目。最寄りの東武東上線の駅も上福岡になる。
外観を新幹線200系電車に模した、防災倉庫がある（ここは元はトイレであったのを外観はそのままに改装した）。
園内に桜が多く植栽され、春の開花期には桜まつりが開催される。また、8月上旬の土日に「上福岡七夕祭り」や11月の文化の日に「ふじみ野市産業まつり」などの市主催のイベントも開催される。

## 行事・イベント
- 桜まつり
- 上福岡七夕祭り
- ふじみ野市産業まつり

## 所在地
- 埼玉県ふじみ野市上野台1丁目4